# Magus

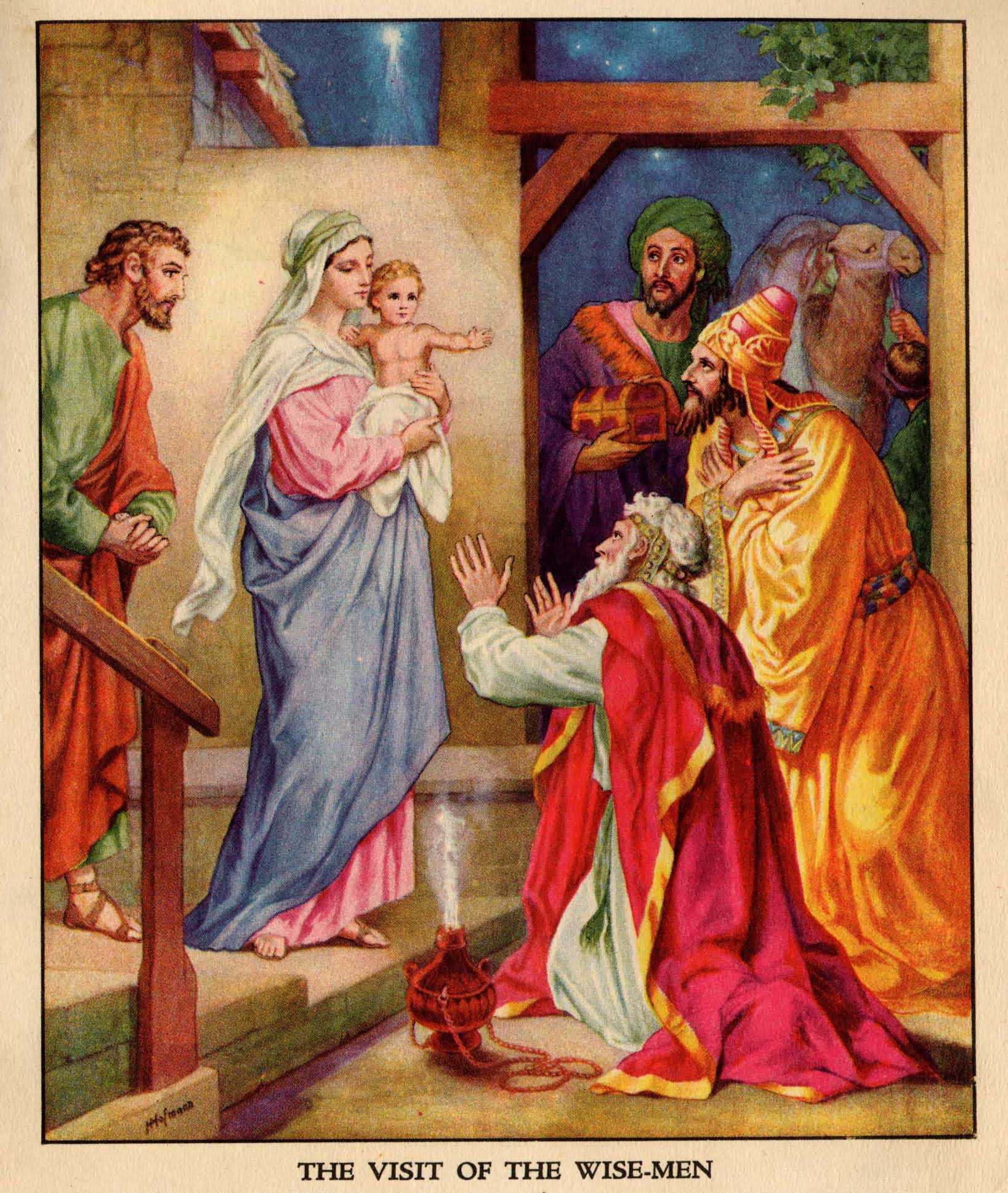
El terme magus va evolucionar adquirint diferents accepcions, una d'elles la de «home savi», emprada als evangelis.

Magus (plural magī) és un terme trobat en textos llatins, però que sembla que és de procedència oriental (persa) i era emprat per designar alguns sacerdots del zoroastrisme. Segles més tard, la paraula es va fer servir als Evangelis amb el significat d'«home savi». Barrejada amb altres conceptes grecs, va donar lloc al terme mag. Els lingüistes han proposat diferents teories sobre el seu origen i evolució, discutint sobre el tema de si va haver un origen més antic en què volia dir «membre d'una tribu» o si es tracta de termes diferents que casualment eren homòfons.

## Origen i evolució
El terme va arribar al llatí a través del grec antic μάγος (magos), el qual deriva del persa antic 𐎶𐎦𐎢𐏁 (maguš), que correspon a la paraula persa مُغ (mogh) i també es troba en kurd (manji). El seu ús es coneix des d'almenys el segle vi aC, en referència als seguidors de Zoroastre. La inscripció més antiga és la crònica de Darios I el Gran coneguda amb el nom d'inscripció de Behistun, un text trilingüe. En texts escrits en llengua persa, anteriors al període hel·lenístic, la paraula era sinònim de zurvanic, que sembla que volia dir sacerdot de Zoroastre o de Zurvan. El zurvanisme es va desenvolupar al segle ii aC i alguns consideren que el zurvanisme era una branca del zoroastrisme. Aquesta doctrina religiosa es basava en un únic déu que era el creador del temps: Zurvān (en avèstic zruvan vol dir «temps»)
Emprada pels grecs la paraula es va veure influïda i barrejada amb una altra fonèticament semblant, γόης (goēs), que era la que els grecs feien servir per referir-se a estudiosos de diverses disciplines de sabers ocults o esotèrics: astròlegs, alquimistes, etc. Aquesta associació va ser el producte de la fascinació que els grecs hel·lenistes sentien per Zoroastre, un personatge que no s'ajustava a l'autèntic profeta persa, però que era considerat pels grecs com un caldeu fundador de la màgia i inventor dels sabers astrològics. Un concepte que es conserva en algunes accepcions de la paraula catalana mag.

## En la cultura persa
La paraula en idioma avèstic magâunô, designava la casta religiosa, un grup social dels medes dins el qual va néixer Zoroastre i aquest sembla l'origen del terme.
Abans del segle v aC només es troba en dos textos perses i només un d'ells s'ha pogut datar amb precisió. Aquest es troba en la biografia de Darios (inscripció de Behistun) que s'ha datat en l'any 520 aC. En aquest text, alguns rebels porten la paraula magus com a epítet. El text està escrit en tres idiomes i en la part escrita en antic persa la paraula es llegeix maγu-. Els lingüistes no tenen clar si el significat és el mateix que el de l'avèstic magâunô, però sembla l'explicació més raonable.
Un altre exemple es troba en els textos sagrats del zoroastrisme. Es tracta de la següent expressió en avèstic "moghu.tbiš", un hapax legomenon amb el significat d'«hostil al magus» on magus sembla que es refereix al membre d'una tribu o d'una classe social en concret.
Un terme sense relació, però que anteriorment es va creure que sí que la tenia, està als Gathas, els himnes escrits per Zoroastre. Es tracta de la paraula magavan, amb funció d'adjectiu i significat «possessió o pertinença del maga-», va ser una de les premisses per considerar que el terme avèstic maga- i el terme en persa antic magu- eren equivalents i que tots dos eren termes cognats del sànscrit magha- que es pot trobar als Vedes. Mentre que en els "Gathas" sembla referir-se tant als ensenyaments de Zoroastre com a la comunitat de fidels que acceptaven les seves doctrines, i que l'avèstic maga- està relacionada amb el sànscrit magha-, no hi ha cap raó per suposar que "a l'oest de l'Iran la forma magus tingués exactament el mateix significat".
Podria ser, no obstant, que l'avèstic moghu (que no és el mateix que l'avèstic maga-) i el magu dels medes fos un mateix terme en el seu origen, amb el significat de «membre d'una tribu» i que hagués evolucionat fins a adquirir el significat entre els medes «membre de la tribu sacerdotal», és a dir, un sinònim de "sacerdot".

## En la cultura grega
La referencia més antiga que s'ha conservat pertanyent a la cultura grega (μάγος,mágos, plural: magoi) és del segle vi aC i es tracta d'un text d'Heràclit, autor que maleeix als magoi pels seus rituals "impius". La descripció d'aquests rituals és la part del text que no s'ha conservat i no hi ha res que suggereixi que Heràclit s'estigués referint a estrangers.
Millor conservades són les descripcions que en va fer Heròdot al segle v aC, qui en el seu relat sobre la forma de vida dels iranians expatriats que estaven a Àsia menor, fa servir el terme magoi amb dos sentits diferents. En el primer dels sentits, Heròdot escriu sobre els magoi com una de les tribus o pobles (ethnous) dels medes. El segon dels sentits, l'autor fa servir el terme magoi per referir-se a la casta sacerdotal, però l'ètnia de la qual eren originaris no és esmentada. Segons Robert Charles Zaehner, en altres paraules es pot dir que, "podem sentir parlar dels magi no tan sols a Pèrsia, Pàrtia, Bàctria, Corasmia, Ària, Mèdia i entre els sakas, sinó també en terres no iranianes com Samaria, Etiòpia i Egipte. La seva àrea d'influència es va escampar per Àsia Menor. És, per tant, bastant possible que la casta sacerdotal dels magi fossin un grup de persones diferent al de la tribu mèdia del mateix nom."
Altres textos grecs on surt aquesta paraula pertanyen a l'època hel·lenística, entre els quals està Xenofont, un escriptor que va ser soldat i va conèixer de primera mà la cort aquemènida dels perses. En la seva obra, de començaments del segle iv aC Ciropèdia, Xenofont descriu els magus com a autoritats en matèria religiosa i creu que van ser els responsaables d'educar al futur emperador.

## A partir delsegleivaC

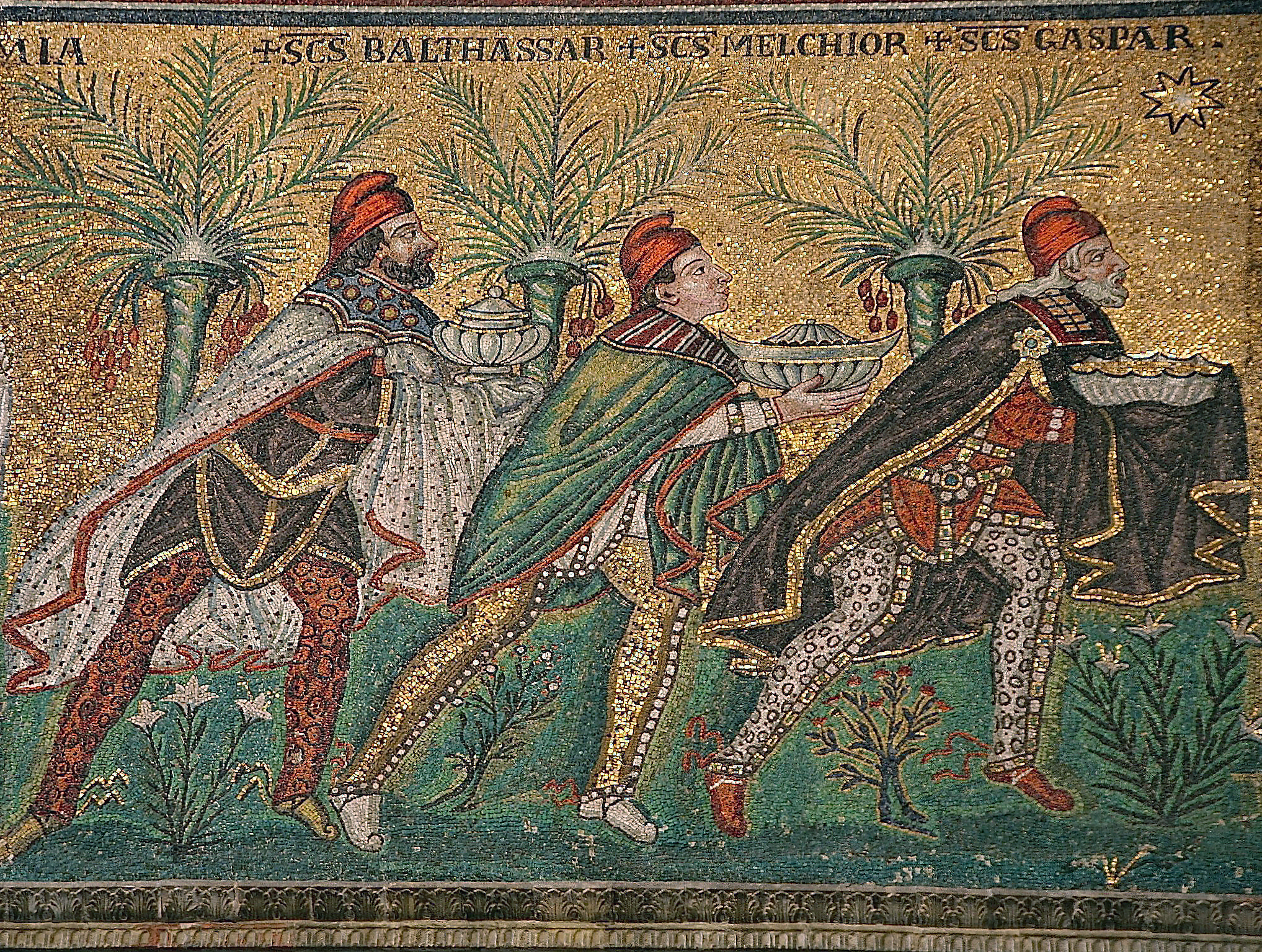
mosaic romà d'Orient del segle VII representant els reis mags (basílica de Sant'Apollinare Nuovo)

A començaments del segle V aC del terme grec magos havien sorgit els termes mageia i magike que descrivien l'activitat d'un magus, ja fos el seu art (conjunt de coneixements) o la pràctica del seu art (activitats). Però gairebé des de la seva creació el nom que es feia servir per parlar de l'activitat i el nom del qui la practicava van anar per camins separats. Encara més, mageia no es feia servir en relació al que els magus feien en realitat, sinó més aviat sobre el que la gent imaginava que feien, un significat proper a l'actual paraula catalana "màgia". Per exemple, es creia que tenien poders sobrenaturals i que podien causar efecte sobre el món natural, a través de trucs i jocs de mans. És típic dels textos grecs d'aquesta època trobar la paraula emprada en sentit pejoratiu, el qual va influir en el significat de la paraula magos que, des de llavors era emprada, a més, per designar entabanadors que feien veure que tenien poders o que fingien tenir coneixement que en realitat no tenien. A mitjan segle v aC, Heròdot identificava els magi com a interpretadors de somnis i auguris.
Un cop que el concepte del terme grec magos es va associar al de magikos («màgic»), era una progressió natural que la imatge de l'autèntic Zoroastre es transformés també en la d'un mag. Al segle i, Plini el Vell feia responsable a Zoroastre d'haver inventat la màgia", en canvi no el fa responsable d'introduir la màgia negra. Aquest dubtós honor va recaure en un mag anomenat Ostanes, al qual se li ha atribuït diversos textos sobre procediments màgics. Segons Plini, aquesta altra màgia era un "art monstruosa", ja que conferia als grecs una avidesa (aviditatem) per tot allò considerat màgic i a més els feia tornar completament boigs (rabiem) posseïts pel desig de coneixements màgics. Plini donava per fet que els filòsofs grecs, entre ells Pitàgores, Empèdocles, Demòcrit i Plató, viatjaven cap a orient per estudiar màgia i després tornaven per ser-ne mestres.
Zoroastre (o més aviat, qui els gres pensava que havia sigut) fou per als hel·lenistes el cap dirigent dels magi. En temps posteriors, va adquirir la fama de ser l'autor d'una gran col·lecció de textos sobre màgia que havia escrit per destacar-se ell com a gran savi i causar descrèdit als seus rivals. Segons Roger Beck els grecs creien que la millor saviesa era la que provenia de l'estranger, de llocs distants i desconeguts i Zoroastre complia amb aquestes expectatives. El tema d'aquests texts, l'autenticitat dels quals era rarament posada en dubte, podia variar des de tractats sobre la natura fins a tractats sobre nigromància. Però el punt central d'aquests texts acostumava a tenir a veure sobre especulacions astronòmiques i rituals per obtenir poders màgics.
Un factor que va influir en l'associació entre astrologia i Zoroastre va ser com sonava el nom en llengua grega: una part del nom és "astre" (estrella). Dins l'esquema de pensament grec, sempre cercant significats amagats en les paraules, al nom d'aquest personatge li van atribuir el significat «adorador de les estrelles» (en comparació a astrothytes, «el qui fa sacrificis sota les estrelles») i a la partícula Zo- li van donar el significat d'«estrella vivent». Més endavant es va crear una etimologia mítica més elaborada: Zoroastre havia mort a cusa d'un zo- («viu») -ro-(«flux») de foc procedent d'una -astr-(«estrella»), que ell mateix havia invocat; les estrelles, en resposta, van enviar contra ell el raig més potent que podien fer, en venjança per haver-se vist importunades a complir les ordres del mag.
El segon factor que va influir en l'associació entre l'astrologia i Zoroastre fou que algunes fonts l'identificaven com a caldeu. Aquest personatge tenia, en grec, uns noms alternatius Zaratas/Zaradas/Zaratos, que tant Bidez com Cumont deriven de la forma semítica del seu nom. La tradició pitagòrica considerava que el seu mestre, Pitàgores havia estudiat a Caldea on va conèixer personalment a Zoroastre.Joan Laurenci atribuïa la creació de la setmana de set dies als caldeus deixebles de Zoroastre i d' Hystaspes (el pare de Zoroastre) i aquests ho van fer d'acord amb els set planetes coneguts pels antics astrònoms. A l'antiga enciclopèdia Suides, hi havia un capítol dedicat a l'astronomia, on es deia que els babilonis (caldeus) havien après astrologia de Zoroastre. Llucià de Samòsata afirmava haver fet un viatge a Babilònia a demanar opinió a un magus deixeble de Zoroastre.

## En la cultura xinesa

símbol d'escriptura xinesa de la paula magus

símbol heràldic occidental dels magus

Victor H. Mair ha aportat proves arqueològiques i lingüístiques per demostrar que antigament hi havia un terme en xinès que es pronunciava myag, de procedència persa, amb el significat equivalent a l'actual 巫 (wū, «xaman; bruixot, mag»), coincidint amb la mateixa evolució que el terme original va tenir fins a arribar al magus llatí.
Una de les proves va ser una estatueta d'un home d'aspecte caucàsic amb el símbol ☩ que l'identifica com a wu (magus), datada en la primera meitat del segle VIII dC. La van trobar entre diversos objectes en una excavació arqueològica de la dinastia Zhou.
Mair ha relacionat l'escriptura d'aquesta paraula xinesa (☩) amb un símbol occidental dels mags, emprat en heràldica, d'aspecte tant semblant que no pot ser una mera coincidència.
Comparada amb les reconstruccions lingüístiques dels llenguatge indoeuropeus, els actuals coneixements sobre l'antic xinès són encara provisionals. El so velar final [-g] present en la paraula que va precedir 巫 (wū) en xinès arcaic sembla evident per les conclusions en estudis de reconstrucció de diversos lingüistes (la feta per Dong Tonghe mywag, la de Zhou Fagao mjwaγ o la de Li Fanggui mjag), però no tots coincideixen, per exemple la de Bernhard Karlgren mywo o la d' Axel Schuessler ma.

## En la cultura semítica i àrab
En els antics textos àrabs també es diu que Zoroastre va ser el fundador d'una comunitat, en àrab la paraula per a zoroastrisme és مجوس ( majūsī o majusya).
En la dècada del 1980, sota el govern del partit Ba'ath antigament dirigit per Hussein, entre la diversa propaganda política de la guerra entre Iran i Iraq es va fer servir el terme majus de forma despectiva per referir-se als iranians d'idees modernes. Això era com dir que els iranians no eren autèntics musulmans sinó més aviat persones que sota l'aparença de musulmans amagaven creences i pràctiques preislàmiques. Per tant, als seus ulls, la guerra d'Iraq prenia una dimensió que anava més enllà de la lluita pel nacionalisme àrab, sinó també una campanya en defensa de l'Islam.
A l'Alcorà se'ls esmenta una sola vegada:
«Segurament els qui creuen i els qui són jueus, i els sabins, i el nasrani, i els magus, i aquells que confonen altres amb Déu, certament, Déu decidirà entre ells el dia de la Resurrecció. Ell! Déu és testimoni de totes les coses». 

## En la tradició cristiana
En l'Antic Testament la paraula grega μάγος (magos) es fa servir en el sentit d'«il·lusionista» o «entabanador», mentre que al Nou Testament es troba amb el sentit de «savi». Alcomençament, però, els Pares de l'Església (Justí el Màrtir, Orígenes, Agustí d'Hipona i Jeroni d'Estridó) van traduir el terme sempre amb el sentit més despectiu.
A l'Evangeli segons sant Mateu es diu que tres magi procedents de l'est van visitar Jesus poc després del seu naixement (2:1–2:12) guiats per una estrella. Fet d'on va sorgir la tradició dels Reis Mags d'Orient.
En el llibre dels Fets dels Apòstols es parla d'un Simó el Magi d'un altre magus (un jueu anomenat Bar-Jesus o Elymas) que era assessor del procònsol de Xipre Sergi Paule. Hi havia un altre magus anomenat Atomos procedent d'aquesta illa que va treballar d'assessor d'Antoni Fèlix a Cesarea.